# Minnesotská zemědělská strana práce
Minnesotská zemědělská strana práce (anglicky Minnesota Farmer-Labor Party, MFLP) byla politická strana v Minnesotě. Vznikla roku 1918 a zanikla roku 1944, kdy se spojila s místními Demokraty v Demokratickou zemědělskou stranu práce.
MFLP zastávala levicové a agrární postoje. Prosadila se na lokální i celostátní úrovni (celkově vlastnila 4 senátorské mandáty, byla ve spojení s Farmer-Labor Party).